# Frederick Harold Stewart

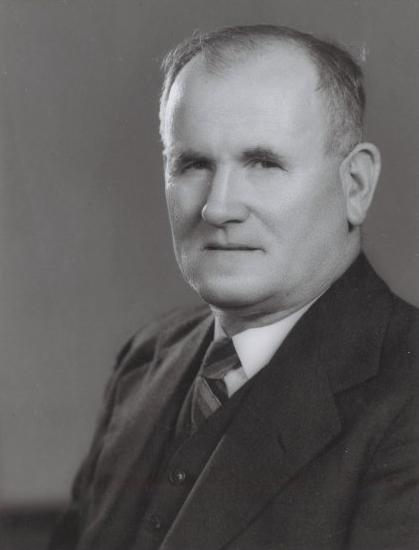
Frederick Harold Stewart, 1940

Sir Frederick Harold Stewart  (* 14. August 1884 in Newcastle, New South Wales; † 30. Juni 1961 in Sydney) war ein australischer Politiker und unter anderem Außenminister des Landes.

## Frühes Leben
Stewart wurde 1884 in Newcastle geboren und besuchte öffentliche Schulen in Newcastle. Er arbeitete 20 Jahre in der Verwaltung der New South Wales Government Railways. Im Jahr 1908 heiratete er Lottie May Glover, mit der er sechs Kinder hatte. Er war ein prominenter Methodisten-Laienprediger. Er entwickelte 1919 Chullora, einen Vorort der Millionen-Metropole Sydney und besaß die Metropolitan Omnibus Company, welche in diesem Gebiet tätig war. Er hatte auch schon früh Interesse am Fliegen und Rundfunkrechten. Er gründete den Radiosender 2CH und zusammen mit Charles Kingsford Smith und Charles Ulm die Australian National Airways.

## Politische Karriere
Stewart verpasste bei den Bundeswahlen 1929 im Wahlbezirk Martin für die Nationalist Party of Australia den Einzug ins Repräsentantenhaus. Bei der Staatswahl 1930 für den Bezirk Concord ereilte ihn das gleiche Schicksal. Bei den Bundeswahlen 1931 gelang ihm dann der politische Durchbruch mit dem Erfolg für den Wahlbezirk Parramatta. Bei dieser Wahl trat er in der neu gegründeten Nachfolgepartei der Nationalisten, für die United Australia Party an. Bis zu seinem Rücktritt vor den Bundeswahlen 1946 konnte er diesen Sitz stets verteidigen. Während der Weltwirtschaftskrise setzte sich Stewart für eine Verkürzung der Arbeitszeit und somit mehr Beschäftigung ein, so wie einer Verbesserung des australischen Sozialsystems (Nationalversicherung, Unterstützung von Arbeitern etc.).
Stewart wurde im Oktober 1932 Wirtschaftsminister. Im November 1934 musste er für die Beteiligung der Country Party an der Regierung seinen Posten als Wirtschaftsminister an Earle Page abgeben. Daraufhin schlug ihm Joseph Lyons vor "Junior-Minister" zu werden, doch Stewart zog es vor Vize-Generalsekretär für Arbeit zu werden. Diese Position gab er im Februar 1936 wieder auf, um an seinem Wunschthema, dem Sozialsystem zu arbeiten. Im Jahr 1935 wurde er als Knight Bachelor in den Ritterstand erhoben. Nach den Bundeswahlen 1937 erließ Premierminister Lyons aufgrund des Drucks von Stewart eine begrenzte Nationalversicherung, doch dieser nahm keine Position im Kabinett an.
Stewart wurde im April 1939 während der ersten Amtszeit vom neuen Premier Robert MenziesGesundheitsminister und Sozialminister, weshalb er weiter Druck ausübte, um eine nationale Versicherung einzuführen. Mit Ausbruch des Zweiten Weltkrieges erhielt er zusätzlich den Posten als Marineminister. Im Januar 1940 kam noch ein weiteres Amt hinzu – das des Versorgungs- und Entwicklungsminister. Nun musste er für militärischen Nachschub sorgen. Im März 1940 verlor er die Ämter als Gesundheits- und Marineminister, blieb allerdings Versorgungs- und Sozialminister. Für seine Politik als Versorgungsminister wurde er scharf kritisiert. Unter anderem ließ er 15.000 Uniformen aus dem Ersten Weltkrieg wieder an die Armee verteilen. In Menzies' dritter Amtszeit im Oktober 1940 verlor er dieses Amt dann auch wieder, bekam aber den Posten als Außenminister. Er behielt das Amt als Sozialminister und bekam das des Gesundheitsministers zurück. Diese drei Ministerien hielt er bis zum Fall der Regierung um Arthur Fadden im Oktober 1941. In der Opposition war er in den Jahren 1943 und 1944 Manager des Joint Committee on Social Security.
Seine erste Frau verstarb 1943, so dass er 1945 Hilda Marjorie Evelyn Dixon heiratete. Er starb 1961 in Sydney und hinterließ seine zweite Frau und drei Töchter sowie zwei Söhne aus erster Ehe. Bis zu seinem Tode war er ein beachteter Philanthrop.